# 許論
許論（1495年—1566年），字廷議，號默齋，河南河南府陝州靈寶縣人，明朝政治人物，同進士出身。

## 生平
許進第八子。許誥、許讚之弟。正德十四年（1519年）己卯科河南鄉試第四名舉人，嘉靖五年（1526年）丙戌科進士，授順德府推官，入為兵部主事，改禮部祠祭司主事。許論喜談軍事，由於從小跟從父親在邊境，盡知厄塞險易，特著《九邊圖論》上呈。世宗大喜，頒給邊臣議行，許論自此有知兵之名。之後，許論累遷南京大理寺丞，當時朝廷推舉順天巡撫，論名列第二。世宗道：「是上《九邊圖論》者」，即拜都察院右僉都御史，命其上任。錄功，進右副都御史，因病免職。俺答汗進犯京畿，起為山西巡撫，進兵部右侍郎，總理京營戎政，以築京師外城之功，轉兵部左侍郎。嘉靖三十三年（1554年）出任宣大總督，因功進右都御史、再進兵部尚書，蔭子錦衣衛世襲千戶。隨後率部擊退蒙古進犯，加太子太保。
嘉靖三十五年（1556年）兵部尚書楊博因父喪去職，許論代任。時值嚴嵩父子當朝，將士均因賄賂兩人以求晋升。丁汝夔、王邦瑞、趙錦、聶豹等人均不得善去。許論因年老，尋求自保，將帥升遷事宜，均聽嚴世蕃指揮，名望因此受損。俺答汗之子辛愛因憤恨總督楊順納其逃妾，率眾包圍大同右衛城。世宗聽聞，深為擔憂，密問嚴嵩。給事中吳時來劾楊順，又稱許論昏聵失職，致使邊疆出警。世宗因此削去許論官籍，嚴嵩試圖勸解，亦不能救。
嘉靖三十八年（1559年）許論重獲起用，任薊遼總督，擊退把都兒等進犯。之後奏請增加兵餉，給事中鄭茂批評許論請求過多，申請調查其侵冒之弊，世宗命許論回籍待命。給事中鄧棟往核，果然發現虛報，許論因此被奪官閑住，不久去世。隆慶初年（1567年）恢復官職，謚恭襄。

## 家族
其先陕西同州人，有许威仕元朝为欒州刺史，統軍過靈寶，于是定居。曾祖许实。祖许聚，任教谕。父许进，官吏部尚書，謚襄毅。兄許詔、許誥、許讚、許記、許詩、許詞、許誌。
子许倓，字静夫，號西峪，嘉靖乙酉年（1525年）五月二日生，历任右軍都督府都事、中軍都督府经历、宗人府经历、顺天府治中。万历五年（1577年）丁母忧，服阕，復除原官。九年升户部山东司员外郎，冬天升湖广司郎中，十二年升衡州府知府，十四年入觐，中道归省，入京以听调去职归乡。万历二十九年（1601年）六月廿二日卒于家，享年七十七。二子：许茂橓、许茂杞。孫许浩然、许廓然。